# ホシハジロ
ホシハジロ（星羽白、Aythya ferina）は、カモ目カモ科ハジロ属に分類される鳥類。

## 分布
ヨーロッパからシベリア（バイカル湖）までの地域で繁殖し、冬季になるとアフリカ大陸北部、中近東、インド、中華人民共和国東部などへ南下し越冬する日本では冬季に越冬のため飛来し（冬鳥）、北海道では少数が繁殖する。

## 形態
全長42-49センチメートル。翼長オス20.7-22.4センチメートル、メス20.1-21.2センチメートル。翼開張72-82センチメートル。体重0.5-1.3キログラム。頭頂が盛り上がり、頭部が三角形にみえる。
嘴は黒く、青灰色の帯模様が入る。
オスの虹彩は赤い。繁殖期のオスは頭部から頸部の羽衣が赤褐色、胸部の羽衣や尾羽基部を被う羽毛（上尾筒、下尾筒）は黒い。体側面の羽衣は灰色で、黒や黒褐色の細かい縞模様が入る。メスの虹彩は褐色。メスは頭部から胸部にかけての羽衣が褐色。

## 生態
湖沼、河川、河口、内湾などに生息する。
食性は植物食傾向の雑食で、種子、葉、芽、地下茎、魚類、両生類やその幼生、昆虫、甲殻類、軟体動物、環形動物などを食べる。
繁殖形態は卵生。水辺のイグサやヨシの茂みや水面に浮かぶ水生植物の上などにヨシを積み上げた巣を作り、8-10個の卵を産む。メスのみが抱卵し、抱卵期間は24-28日。雛は孵化してから50-55日で飛翔できるようになり独立する。生後1-2年で性成熟する。

## 画像

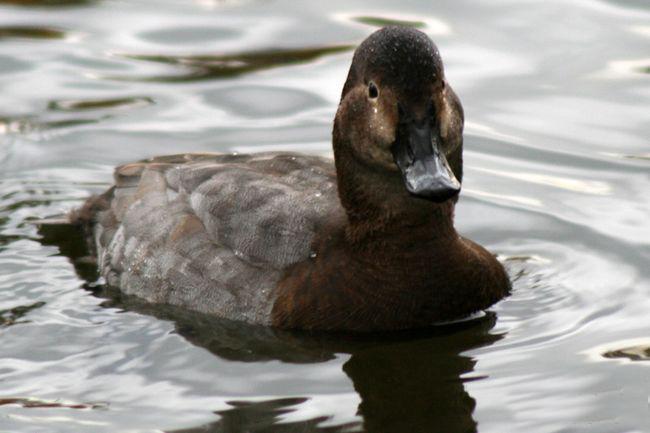
メス
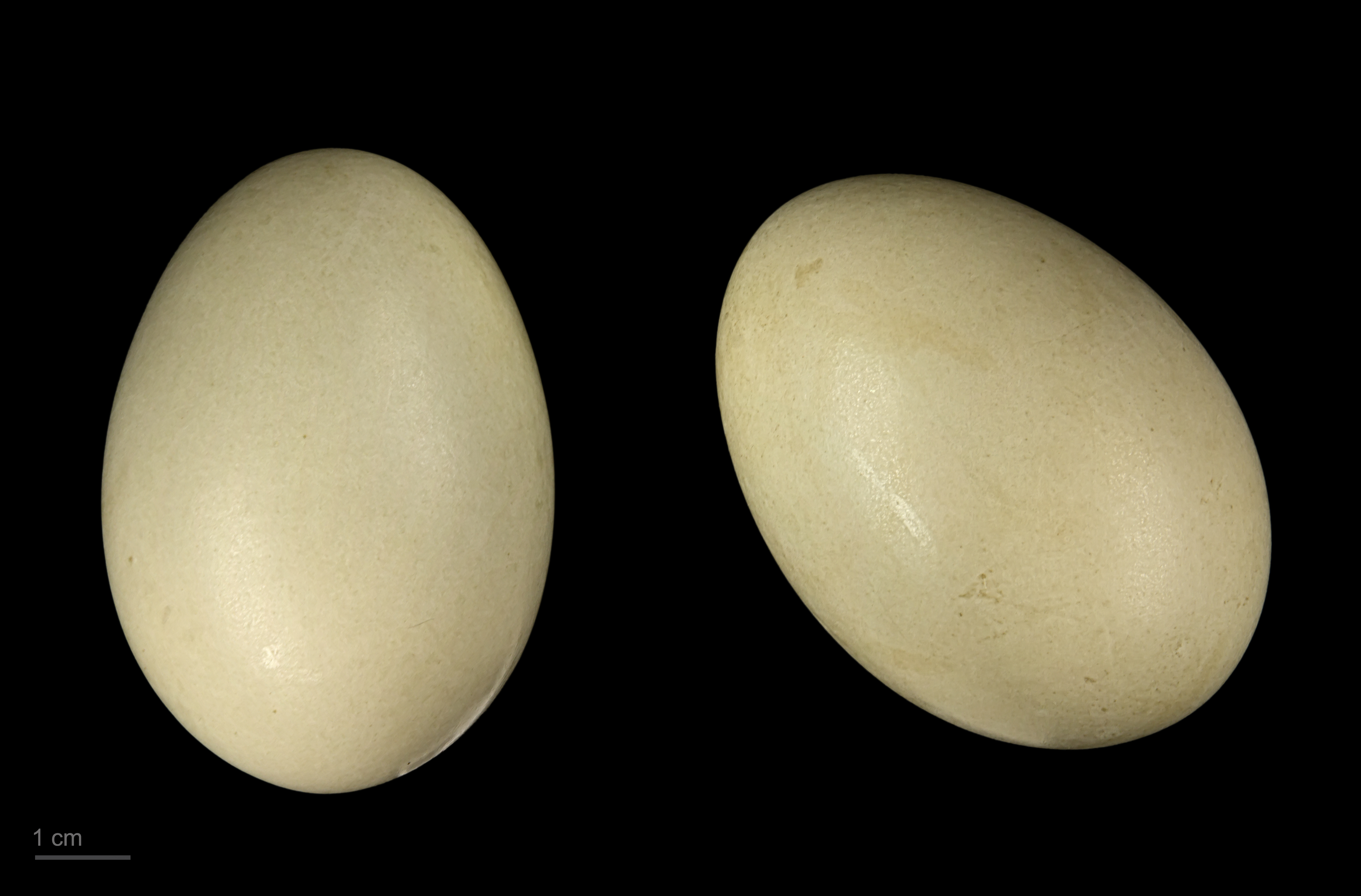
Museum specimen